# Euchloe olympia
Euchloe olympia är en fjärilsart som först beskrevs av Edwards 1871.  Euchloe olympia ingår i släktet Euchloe och familjen vitfjärilar. Inga underarter finns listade i Catalogue of Life.

## Bildgalleri

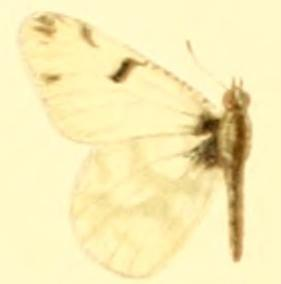
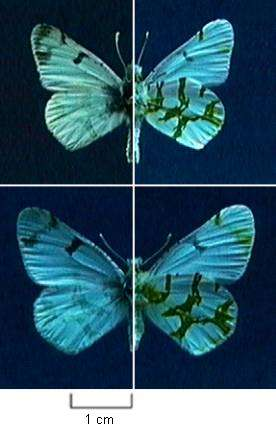